# 猟平
猟平（りょうへい、1989年8月5日 - ）は、日本の作詞家、作曲家、編曲家、ミュージシャン、音楽プロデューサー、元ロックバンド「CLØWD」のベーシスト。東京都出身。立教大学法学部中退。
元MAVERICK / DANGER CRUE専属アーティスト。現、株式会社SPVRK代表取締役、スマイルカンパニー所属作家。

## 略歴
東京都出身。立教新座中学高等学校へ入学し、在学中に組んだバンドでベースを担当し、音楽キャリアをスタート。作詞・作曲・編曲を独学で身につける。2008年には立教大学へ入学、並行してロックバンド「ベルベット」のベーシストとして活動。ベーシストとして奈良敏博氏（サンハウス、シーナ&ロケッツ）に師事し、一流のプレイヤーとしての在り方や楽典を学ぶ。
2015年1月、5人組ロックバンド「CLØWD」を結成。
2016年1月、音楽事務所MAVERICK / DANGER CRUEへ専属アーティストとして所属し、その後のリリースはソニー・ミュージックマーケティングよりメジャー流通となる。使用楽器に関しては(株)ESPとエンドース・ユーザー・アーティストとして契約を締結。
2016年10月、幕張メッセ9-11号館にて行われた「VISUAL JAPAN SUMMIT 2016 powered by RAKUTEN」に出演。
2016年12月、日本武道館で行われた所属事務所の開催するイベント「JACK IN THE BOX 2016」へ出演。
その後全国ワンマンツアーやリリースを重ねるが、2018年8月を以ってCLØWDは活動を終了。
2018年8月26日より、渋谷ESP MuseumでESPエンドースユーザーの猟平自身が使っていたE-Ⅱシリーズのギター・ベースの使用楽器展示会の「Farewell CLØWD!!」が開催。
2018年10月、作詞作曲家への転身を表明。
2019年12月、愛乙女☆DOLLのシングル「未来航路」にて自身初のオリコン1位を獲得。
2020年11月、音楽クリエイターチーム「SPVRK」の旗揚げを発表。株式会社SPVRK代表取締役へ就任。
2021年12月、BLVCKBERRYのシングル「2035」にてオリコン1位を獲得。
2022年8月、BLVCKBERRYのシングル「ジュブナイル」にて、明希（シド）と共作し、オリコン1位を獲得。
2023年2月、BLVCKBERRYのシングル「NATURAL BORN ERRORS」にてオリコン1位を獲得。
2023年8月、BLVCKBERRYのシングル「MASTERPIECE」にてオリコン1位を獲得。
2023年10月、櫻坂46「承認欲求」に収録「確信的クロワッサン」にてオリコン週間1位を獲得。
2025年6月、振付師の沢口かなみが実の妹と公表。ダンススクール「Pomu Dance Academy」の運営をしてゆくことを発表。

## 人物
- 1989年8月5日生まれ、B型。東京都出身。
- ベーシストで、元CLØWDのリーダー。メインコンポーザーであり、ほとんどの楽曲の作曲を手掛けていた。
- ESPエンドースユーザーでE-II STREAM FM STBLKをメインで使用している。
- シドの明希を慕っており、「自分にベースを弾くきっかけを与えてくれた人」「神様」などと発言し、シドのライブにも良く足を運ぶ。DANGER CRUEに所属するきっかけを与えてくれたのも明希とのこと。
- 株式会社SPVRKを設立、代表取締役に就任し、自ら楽曲制作を行いつつ会社経営を行なっている。
- 山下達郎、竹内まりやらを擁する音楽事務所スマイルカンパニーに音楽作家として所属もしている。

## 提供作品
BLVCKBERRY
- 「Phoenix」（作詞・作曲・編曲・プロデュース）
- 「SIDE by SIDE」（作詞・作曲・編曲・プロデュース）
- 「2035」（作詞・作曲・編曲・プロデュース）
- 「Wake up CHARISMA!!」（作詞・作曲・編曲・プロデュース）
- 「白いわがまま」（共作詞・共編曲・プロデュース）
- 「僕らの未来図」（作詞・作曲・編曲・プロデュース）
- 「ジュブナイル」（作詞・作曲 / 明希(シド)と共作・編曲・プロデュース）
- 「TOKYO DOPE」（作詞・作曲・編曲・プロデュース）
- 「NATURAL BORN ERRORS」（作詞・作曲・編曲・プロデュース）
- 「SiX RAVENS」（作詞・作曲・編曲・プロデュース）
- 「摩天楼」（作詞・作曲・編曲・プロデュース）
- 「MASTERPIECE」（作詞・作曲・編曲・プロデュース）
- 「BANZAI!!」（作詞・作曲・編曲・プロデュース）
- 「ハレルヤ」（作詞・作曲・編曲・プロデュース）
- 「Bon Voyage」（作詞・作曲・編曲・プロデュース）
- 「TOXiC」（作詞・作曲・編曲・プロデュース）
- 「E-JUMP」（作詞・作曲・編曲・プロデュース）
- 「桜の調べ」（作詞・プロデュース）シド・明希と共作

＋CHIC
- 「DANCING NIGHT」（作詞・作曲・編曲・プロデュース）
- 「DEAD or ALIVE」（作詞・作曲・編曲・プロデュース）

櫻坂46
- 「確信的クロワッサン」(作曲・編曲)

私立恵比寿中学
- 「23回目のサマーナイト」(共作曲 / めんま)

EMPiRE
- 「Can you hear me?」(編曲)
- 「NEW WORLD」(編曲)

アイドルカレッジ
- 「戦場のラルラ」(編曲・サウンドプロデュース)
- 「無我夢中Days」(編曲・サウンドプロデュース)
- 「"愛してる"が聞きたい」(編曲・サウンドプロデュース)
- 「灼熱天国」(編曲・サウンドプロデュース)
- 「生存確率」(編曲・サウンドプロデュース)
- 「キミと青レモン」(編曲・サウンドプロデュース)
- 「世界的トリコメーション」(編曲・サウンドプロデュース)
- 「ささくれの歌」(編曲・サウンドプロデュース)
- 「ファンタスティック・ファンファーレ」(編曲・サウンドプロデュース)
- 「ナミダワライ」(編曲・サウンドプロデュース)
- 「ファンタスティック・ファンファーレ」(編曲・サウンドプロデュース)
- 「ナンバーワン主義」(サウンドプロデュース)
- 「マジックアワー」(サウンドプロデュース)
- 「空色ノベル」(サウンドプロデュース)
- 「Owen」(サウンドプロデュース)
- 「絶対アイドル」(サウンドプロデュース)

Luce Twinkle Wink☆
- 「Shall we Luce?」（作詞・作曲・編曲）
- 「Shiny☆Journey」（作詞・作曲・編曲）
- 「Shiny☆Parade」（作詞・作曲・編曲）

TVアニメ「ニートくノ一となぜか同棲はじめました」エンディングテーマ
- 「ダラシナイEveryday」(作曲・編曲)

Ange☆Reve
- 「TIME-ING」(作詞・作曲・編曲)

いぎなり東北産
- 「re;star」(共作曲 / めんま)

GANG PARADE
- 「MAYDAY」(編曲)

福山潤
- 「DIES IN NO TIME」(作曲)

Honey Devil
- なんばーわん宣言！ (作詞・作曲・編曲)

Luna Amour
- Luna Amour (作詞・作曲)
- Re:Buddy (作詞・作曲・編曲)

SparQlew
- 「LIVE COALS」(作曲)

金色のコルダ
- 東金千秋(cv.谷山紀章) 「LOVE CHAIN」(作曲・編曲)

ArcJewel
- 「シンガロンソン」(作詞・作曲・編曲)　-　愛乙女☆DOLL、Luce Twinkle Wink☆、Ange☆Reve、Jewel☆Neige、Jewel☆Rouge、Jewel☆Ciel、ソロ組

愛乙女☆DOLL
- 「未来航路」(作詞・作曲・編曲)　-　オリコンデイリー1位、ウィークリー5位獲得、日テレ系全国ネット「オードリーさん、ぜひ会ってほしい人がいるんです。」EDテーマ
- 「DECADE」
- 「相対性理論」

愛迫みゆ
- 「NEVER ENDiNG DOLLY」(作詞・作曲・編曲)

ONE SCENE
- 「イノセント・ストーリー」(作詞・作曲・編曲)

WING WORKS
- 「Welcome to TRICK DEATH LAND」(共作曲)

椎名未緒
- 「彗星」(ベースレコーディング)

SCREW
- 「Brilliant」(ベースレコーディング)

## アーティスト活動
CLØWD
「NO BORDER」
1. NO BORDER [作詞・作曲]
2. Showdown [共作曲]

「21g」
1. 21g [作詞・作曲]
2. Phantom pain [作曲]

「紅い意図」
1. 紅い意図 [作詞・作曲]
2. 我武者羅 [作曲]
3. Eeny, Meeny, Honey, More [作曲]

「バタフライ・エフェクト」
1. バタフライ・エフェクト [作詞・作曲]
2. NEVER ENDING STORY [作曲]
3. エルゴ領域 [作曲]

「ANTITHESE」
1. ANTITHESE [編曲]
2. ケミカルZOO [作曲]

「TENDERLOIN」
1. Child's Dream [作曲]
2. それでも、愛している [作曲]
3. BXXXes [作曲]
4. Tomorrowland [作詞・作曲]
5. エイジレス [作曲]
6. RUDENESS RESORT [作詞・作曲]
7. プラスチック・ハート(TENDERLOIN ver. ) [作曲]
8. Film of Life [作曲]

「RUDENESS RESORT」
1. RUDENESS RESORT [作詞・作曲]
2. プラスチック・ハート [作曲]
3. GIFT [作曲]

「狼煙 / Thank you for coming」
1. 狼煙 [作詞・作曲]
2. Thank you for coming [作詞・作曲]
3. Drive for Dream [作曲]

「#夏の微熱」
1. #夏の微熱 [作詞・作曲]
2. レッドホット・ディスコ [作曲]
3. Take 53 [作曲]

「フィクションØ」
1. Liar's Game [作曲]
2. セブンスセンス [作曲]
3. 四人五脚 [作詞・作曲]
4. CHECK MATE [作曲]
5. 独裁Rhapsody [作曲]
6. キミトボクラ [作曲]

「WAKE UP」
1. WAKE UP [作曲]
2. 傷声 [作曲]

ベルベット
「Medicine」
1. バクテリア [作曲]
2. Breath [作曲]

「マホロバ」
1. S.S.S [作曲]
2. Under The Sun [作曲]

「蠍」
1. CIRCUS [作曲]
2. 蠍 [作曲]

「鬼凛」
1. Worldrop [作曲]

「SHOXXオムニバス Explosion showcase」
1. E【R】iott

「東京」
「NEO VOLTAGE」
1. 四季 [作曲]

「閥」
「悩殺スパンコォル・バグ」
「六畳一間ノ隠リ唄」
「蜻蛉」
「03/08」
「M.D.P」
「エリオット」